# Super Smash Bros. Ultimate
Super Smash Bros. Ultimate (japanischer Originaltitel: 大乱闘スマッシュブラザーズ SPECIAL), offiziell abgekürzt SSBU, ist ein Videospiel aus dem Kampfspiel-Genre. Es ist der sechste Teil der Super-Smash-Bros.-Reihe und der Nachfolger von Super Smash Bros. for Nintendo 3DS und for Wii U. Das Spiel erschien am 7. Dezember 2018 für die Nintendo Switch. Es wurde von Bandai Namco und Sora Ltd. entwickelt und wird von Nintendo veröffentlicht.
Super Smash Bros. Ultimate enthält alle Charaktere aus den vorherigen Teilen. Es bekam bereits vor Veröffentlichung große mediale Aufmerksamkeit und gewann erste Preise. Das Spiel hat sich weltweit bislang über 33,67 Millionen Mal verkauft (Stand 31. Dezember 2023) und zählt nun als das meistverkaufte Kampfspiel der Welt.

## Spielmechanik
Super Smash Bros. Ultimate ist ein zweidimensionales Fighting Game, in welchem der Spieler Charaktere aus bekannten Spielereihen steuert, vor allem aus bekannten Nintendo-Spielereihen. Der Spieler muss den Gegner in eine beliebige Richtung aus dem Bild schlagen. Dadurch, dass der Spieler dem Gegner Schaden zufügt, füllt sich bei diesem eine Prozentanzeige auf. Je höher diese „Schadensanzeige“ gefüllt ist, desto weiter wird die Figur durch Angriffe zurückgeschleudert.
Neu in Super Smash Bros. Ultimate sind die „Geister“, Abbildungen von Figuren aus verschiedenen Videospiel-Franchisen. Die Geister sind in vier verschiedene Klassen eingeteilt, die sie nach Stärke und Seltenheit unterteilen. Außerdem gehören die Geister einer von drei Kategorien an. Jede dieser Kategorien ist einer anderen Kategorie nach dem Schere, Stein, Papier-Prinzip überlegen. Die Geister können Kämpfern angelegt werden und unterstützen diese im Kampf.
In dem „Stern der irrenden Lichter“ genannten Einzelspielermodus muss der Spieler als Kirby die in Seelen verwandelten anderen Charaktere retten.

### Kämpfer
In Super Smash Bros. Ultimate wurden „Echo-Kämpfer“ eingeführt; das sind Kämpfer, die in ihren Fähigkeiten und Attributen nur geringe Unterschiede zu anderen Charakteren aufweisen. Mit Echo-Kämpfern enthielt das Spiel zum Zeitpunkt der Veröffentlichung 76 Kämpfer, darunter alle 64 Kämpfer der vorherigen Teile.
Nach der Veröffentlichung folgten kostenpflichtige Downloaderweiterungen. Als Frühkäufer-Bonus bis zum 31. Januar 2019 war die Piranha-Pflanze als Kämpfer zunächst gratis ab dem 29. Januar 2019 und daraufhin ohne Frühkäufer-Bonus kostenpflichtig erhältlich. Es folgte ein Fighters Pass mit den fünf Kämpfersets bestehend aus Joker von Persona 5, vier Helden aus der Dragon-Quest-Serie, Banjo und Kazooie von Banjo-Kazooie, Terry Bogard von Fatal Fury und Byleth von Fire Emblem: Three Houses, allesamt immer mit einer neuen Kampfarena und neuen Musikstücken.
Am 16. Januar 2020 wurde ein zweiter Fighters Pass mit sechs weiteren Kämpfersets, erneut inklusive eigener Kampfarena und Musikstücke, angekündigt. Davon wurden Min Min von ARMS, Steve, Alex, Zombie sowie Enderman von Minecraft, Sephiroth von Final Fantasy VII, Pyra und Mythra von Xenoblade Chronicles 2, Kazuya von Tekken und Sora von Kingdom Hearts angekündigt.
Nachdem man alle Charaktere und deren Kampagnen erspielt hat, erscheint ein verstecktes Item.

## Entwicklung
Super Smash Bros. Ultimate wurde, wie schon Super Smash Bros. for Nintendo 3DS / for Wii U, von Bandai Namco und Sora Ltd. unter der Leitung von Masahiro Sakurai entwickelt.
Die Idee, ein neues Super-Smash-Bros.-Spiel zu entwickeln, bekam Masahiro Sakurai im Dezember 2015, als er noch an einer Erweiterung für den Vorgänger arbeitete. Die Grundidee des Spiels war es, alle Kämpfer der vorherigen Teile in einem Spiel zusammenzubringen.
Erstmals wurde das Spiel mit einem kurzen Teaser-Trailer während einer Nintendo Direct vom 8. März 2018 angekündigt. In diesem waren die beiden Inklinge – bekannt aus Splatoon – zu sehen, welche einander mit Tinte beschossen. Am Ende des Trailers war im Auge des Inklings das Super-Smash-Bros.-Logo zu sehen und man konnte Umrisse der Charaktere Mario und Link erkennen. Hierbei fiel auf, dass Links Aussehen an The Legend of Zelda: Breath of the Wild angelehnt war. Am Ende des Trailers erschien lediglich der Schriftzug „Super Smash Bros.“ und als Datum wurde lapidar „2018“ angegeben.
Während der Direct-Präsentation zur E3 2018 wurde das Spiel erstmals betitelt und der 7. Dezember 2018 wurde als Erscheinungstermin genannt. Außerdem wurde das erste Mal Gameplay des Spiels gezeigt. Am 8. August 2018 und am 1. November 2018 fanden zwei „Super Smash Bros. Ultimate Directs“ statt, diese enthielten ausschließlich Informationen über Super Smash Bros. Ultimate. So kündigte Nintendo in der Direct vom 1. November fünf DLC-Pakete für das Spiel an, die nach und nach im ersten Jahr nach der Veröffentlichung erscheinen sollten.
In der Nacht vom 6. Dezember auf den 7. Dezember 2018, in welcher das Spiel veröffentlicht wurde, wurde auf den Game Awards 2018 Joker aus Persona 5 als erster DLC-Charakter enthüllt. Joker wurde am 18. April 2019 für alle Besitzer des Fighters Pass freigeschaltet mit Version 3.0.0. Der Stage-Builder wurde am selben Tag ebenfalls durch Version 3.0.0 in Super Smash Bros. Ultimate für alle kostenlos eingeführt, nachdem der Stage-Builder bereits Tage vor der Enthüllung in einem Werbespot gezeigt wurde. Auf der E3 2019 wurde in der Nintendo-Direct-Präsentation zwei DLCs zu Super Smash Bros. Ultimate angekündigt. Als erstes wurden vier Helden aus Dragon Quest als Kämpfer angekündigt und als zweites wurden Banjo & Kazooie aus Banjo-Kazooie als ein Kämpfer-Duo angekündigt. Auf der Nintendo Direct vom 5. September 2019 wurde angekündigt, dass Terry Bogard aus Fatal Fury der vierte DLC-Kämpfer sein wird, und es wurde bestätigt, dass weitere DLC-Charaktere kommen werden. Am 16. Januar 2020 wurde Byleth aus Fire Emblem: Three Houses als fünfter DLC-Kämpfer angekündigt. In der Nintendo Direct Mini vom 26. März 2020 wurde bestätigt, dass der sechste DLC-Charakter aus ARMS kommt; am 22. Juni 2020 wurde bestätigt, dass es Min Min sein wird. Am 1. Oktober 2020 wurde bestätigt, dass Steve aus Minecraft der siebte DLC-Kämpfer sein wird. Am 10. Dezember 2020 wurde auf den Game Awards 2020 bestätigt, dass Sephiroth aus Final Fantasy VII der achte DLC-Kämpfer sein wird. Auf der Nintendo Direct vom 17. Februar 2021 wurde bestätigt, dass Pyra und Mythra aus Xenoblade Chronicles 2 der neunte DLC-Kämpfer sein wird. Auf der E3 2021 wurde auf der Nintendo-Direct-Präsentation bestätigt, dass Kazuya aus Tekken der zehnte DLC-Kämpfer sein wird. Am 5. Oktober 2021 wurde bestätigt, dass Sora aus Kingdom Hearts der elfte und letzte DLC-Kämpfer sein wird.

## Rezeption

### Vor Veröffentlichung
Nachdem Super Smash Bros. Ultimate im März 2018 erstmals angeteast worden war, war unklar, ob das Spiel ein neuer Teil oder eine Portierung von Super Smash Bros. for Wii U wird. Nach der E3 2018 und der Nintendo Direct vom 8. August 2018 wurde das Spiel für den Umfang, vor allem für die Rückkehr aller vorherigen Charaktere, gelobt. Andere kritisierten Nintendo dafür, dass Super Smash Bros. Ultimate einen zu großen Teil der gesamten Nintendo-Direct-Präsentation der E3 2018 einnahm.
Super Smash Bros. Ultimate wurde während der Gamescom 2018 von den Besuchern zum am „heißesten begehrten Titel des Jahres“ gewählt. Nach der E3 2018 gewann das Spiel für die Präsentation auf der E3 den Game Critics Award für das „Beste Fighting Game“ des Jahres.

### Nach Veröffentlichung
Super Smash Bros. Ultimate wurde überwiegend positiv bei Kritikern und Fans aufgenommen. Besonders gelobt wurde das Spiel für die enorme Charakter- und Stage-Auswahl. Kritisiert wurde allerdings der Online-Modus, welcher, ähnlich wie in Super Smash Bros. Brawl, Super Smash Bros. for Nintendo 3DS und Super Smash Bros. for Wii U, nicht immer flüssig und gut spielbar läuft. Auch kritisiert wurden fehlende Modi aus den Vorgängern wie der Stage-Editor, der erst mit Version 3.0.0 später hinzugefügt wurde, und der Bossrush-Modus, während der Abenteuer-Modus „Stern der irrenden Lichter“ sich nur lose an „Der Subraum-Emissär“ aus Super Smash Bros. Brawl orientiert.

### Auszeichnungen
| Preisverleihung      | Kategorie                               | Resultat  | Datum der Nominierung beziehungsweise Auszeichnung |
| -------------------- | --------------------------------------- | --------- | -------------------------------------------------- |
| Game Critics Awards  | Bestes Fighting Game                    | Gewonnen  | Juni 2018                                          |
| Game Critics Awards  | Beste Show                              | Nominiert | Juni 2018                                          |
| Game Critics Awards  | Bestes Konsolenspiel                    | Nominiert | Juni 2018                                          |
| Gamescom Awards 2018 | Meist erwartetes Spiel (Publikumspreis) | Gewonnen  | 25. Aug. 2018                                      |
| Gamescom Awards 2018 | Bestes Nintendo-Switch-Spiel            | Gewonnen  | 21. Aug. 2018                                      |

## Verkaufszahlen
Super Smash Bros. Ultimate konnte nach dem Erscheinen etliche Verkaufsrekorde aufstellen: In Europa war es das bis Ende 2018 am schnellsten verkaufte Videospiel auf einer Nintendo-Konsole. In den USA konnte sich das Spiel innerhalb der ersten elf Tage bereits drei Millionen Mal verkaufen und war damit bis dann in den USA das schnellsten verkaufte Nintendo-Switch-Spiel. In Japan konnte sich das Spiel innerhalb von drei Tagen bereits 1,3 Millionen Mal verkaufen. Damit hat sich das Spiel in Japan innerhalb dieser drei Tage schneller verkauft als jedes andere Spiel aus der Super Smash-Bros.-Reihe. Außerdem ist es das am schnellsten verkaufte Spiel im Nintendo eShop.
Bis zum 31. Dezember 2023 konnte sich das Spiel 33,67 Millionen Mal verkaufen.